# Pere II d'Argos
Pere II d'Argos   (Sicília, valor desconegut - 870 (>870)) en grec: Πέτρος, Pétros, fou un escriptor religiós romà d'Orient. És esmentat com a sicilià, i fou bisbe d'Argos després del 790.
Va escriure una vida de Sant Atanasi, bisbe de Metone (llatí: Petri Siculi, humillimi Argirorum Episcopi, Funebris Oratio in B. Athanacsium, Methones Episcopumes), i és probablement el mateix Pere que fou enviat per l'emperador Basili el Macedoni a Tàbrica, prop de Melitene, per negociar un intercanvi de presoners amb els paulicians, cosa que va aconseguir; va escriure també un relat sobre els paulicians, que anomena maniqueus (llatí: Petri Siculi Historia de vane et stolida Manichaeorum Haeresi tanquam Archiepiscopo Bulgarorum nuncupata).